# Quiet Riot
Quiet Riot („Leiser Aufruhr“) ist eine US-amerikanische Heavy-Metal-Band aus Los Angeles, Kalifornien, die in den 1980er Jahren ihre größten Erfolge feierte. Sie waren die erste Band, die in den USA mit einem Heavy-Metal-Album die Albumcharts der Billboard 200 toppten.

## Geschichte

### Anfänge (1975–1979)
Quiet Riot wurde 1975 von Gitarrist Randy Rhoads und Sänger Kevin DuBrow unter dem Namen Little Women ins Leben gerufen. Zur ursprünglichen Besetzung gehörten außerdem Kelli Garni und Schlagzeuger Drew Forsyth. Die Idee zum Bandnamen gab ihnen Status-Quo-Gitarrist Rick Parfitt, wobei die Namensgebung auf einem Missverständnis beruhte. Parfitt fand den Namen Quite Right (dt.: ‚Ziemlich richtig‘) passend, aber DuBrow verstand stattdessen Quiet Riot.
CBS Records Japan nahm die Band Ende der 1970er Jahre unter Vertrag und veröffentlichte zwei Alben: Quiet Riot (1978) und Quiet Riot II (1979, mit dem neuen Bassisten Rudy Sarzo, der zwar abgebildet, aber nicht zu hören war). Die Band zerbrach, als der spätere Slaughter-Bassist Dana Strum Gitarrist Randy Rhoads an Ozzy Osbourne vermittelte. Bassist Rudy Sarzo folgte ihm.
Rhoads war frustriert, dass es seiner Band nicht gelang, einen Plattenvertrag für die Vereinigten Staaten zu bekommen. Randy Rhoads spielte mit Osbourne bis 1982 zwei Alben ein, bevor er am 19. März 1982 bei einem Flugzeugabsturz tragisch ums Leben kam.

### Klassische Phase (1982–1989)
Nach dem vorzeitigen Ende von Quiet Riot formierte Kevin DuBrow eine neue Band namens Dubrow, die nach dem Ableben von Randy Rhoads in Quiet Riot umbenannt wurde. Sarzo kehrte zu Quiet Riot zurück und zusammen mit dem neuen Gitarristen Carlos Cavazo und dem Schlagzeuger Frankie Banali spielten sie das Album Metal Health ein. Die Singleauskoppelung Cum On Feel the Noize – ein Cover der Band Slade – erreichte die Top 5 der amerikanischen Singlecharts und wurde ein Millionenseller. Das Longplayer Album Metal Health landete auf Platz 1 der Billboard-Charts und gilt seitdem als erstes Heavy-Metal-Album, das in Amerika die Chartplatzierung Nummer 1 erreichte. Es verkauft sich über sechs Millionen Mal.
Das darauf folgende Album Condition Critical konnte diesen Erfolg nicht halten und schaffte es nur bis auf Platz 15, war jedoch ebenso ein Millionenseller. Obwohl DuBrow nach dem Erfolg von
Cum On Feel the Noize vor der Presse bekanntgab, dass die Band kein weiteres Slade-Cover aufnehmen werde, fand ein ebensolches mit Mama Weer All Crazee Now seinen Platz auf dem Album aus dem Jahr 1984. Im Jahr 1985 verließ Rudy Sarzo Quiet Riot erneut. Für ihn kam Chuck Wright in die Band, der bereits früher einmal zum Line-up gehört hatte.
Das Album QR III wurde im Jahr 1986 veröffentlicht und kletterte bis auf Platz 31 der amerikanischen Charts. Zu Beginn des Jahres 1987 wurde DuBrow überraschend aufgrund persönlicher Differenzen mit den anderen Bandmusikern gefeuert. Als Ersatz verpflichteten die übrig gebliebenen Musiker den Rough-Cutt-Sänger Paul Shortino. Rudy Sarzo kam erneut für den ausgestiegenen Chuck Wright in die Band, verließ Quiet Riot jedoch bereits während der Aufnahmen zum nächsten Album und wechselte zu Whitesnake. Sein Bassspiel übernahm
Sean McNabb. Das im Jahr 1988 erschienene Album trägt – wie bereits das Debüt – den schlichten Titel Quiet Riot. Die Platte floppte und die Band löste sich auf. Shortino und McNabb gründeten Badd Boyz und
Frankie Banali stieg bei W.A.S.P. ein.

### Reunion (1993–2003)
DuBrow formierte die Band 1993 neu mit Gitarrist Carlos Cavazo, Schlagzeuger Frankie Banali und dem neuen Bassisten Kenny Hillery und nahm das Album Terrified auf. Das Album konnte nicht an frühere Erfolge anknüpfen, trotzdem veröffentlichten Quiet Riot bereits im Jahr darauf ein weiteres Album unter dem Titel
Down to the Bone. Bass darauf spielte der zurückgekehrte Chuck Wright. Das klassische Quiet-Riot-Line-up – DuBrow, Cavazo, Sarzo, Banali – schloss sich im Mai 1997 in Los Angeles wieder zusammen und spielte einige Shows. Im Jahr 1999 folgte das Comebackalbum Alive and Well, welches neben neuen Songs einige neu aufgenommene Bandklassiker sowie das AC/DC-Cover Highway to Hell enthält.
Ein weiteres Album erschien im Jahr 2001 und trägt den Titel Guilty Pleasures. Aufgrund einer Verletzung von Sänger DuBrow bestritt Paul Shortino (Ex-Rough Cutt; Band) die Tour 2002 als Sänger. Im September 2003 gab Frankie Banali die erneute Auflösung der Band bekannt. Im Oktober 2003 erschien die Live-DVD Quiet Riot Live In The 21st Century - 20 Years of Metal Health.
Als Gründe für die erneute Trennung gaben Bandmitglieder interne Spannungen an. DuBrow hatte zudem ein Alkoholproblem und erschien häufig nicht zu Auftritten. Da DuBrow jedoch ausdrücklich betonte, dass er mit Banali jederzeit wieder arbeiten würde, traten beide kurz nach der Trennung bereits wieder gemeinsam auf.

### Reunion ohne Rudy Sarzo und Tod von Kevin DuBrow (2004–2021)
Im Oktober 2004 wurde bekanntgegeben, dass Quiet Riot sich wiedervereinigen würden und im Januar 2005 ein Live-Album namens Quiet Riot Live & Rare - Vol. 1 erscheinen sollte, dass aus altem Material bestand. Als sich die Band wiedervereinigte, war Bassist Rudy Sarzo auf Wunsch von Kevin DuBrow kein Teil der Band mehr. Er wurde durch den Ex-Bassisten Chuck Wright ersetzt. Da auch Ex-Gitarrist Carlos Cavazo nicht zur Band zurückkehren wollte, wurde mit Alex Grossi ein neuer Gitarrist verpflichtet.
Im November 2004 erschien zudem noch das Live-Album ‘89 Live in Japan, dass aus altem Material mit Sänger Paul Shortino bestand.
Im Dezember 2005 stieß Gitarrist Tracii Guns (zuvor L.A. Guns/Contraband/Dio (Band)/Brides of Destruction) zur Band, um ein neues Album in Angriff zu nehmen. Doch bereits im Januar trennten sich die beiden Parteien aufgrund musikalischer Differenzen wieder. Die Band engagierte Neil Citron als Studiogitarrist und beabsichtigte mit Billy Morris (ex-Warrant) auf Konzerttour zu gehen. Ein neues Studioalbum war für das Jahr 2006 angekündigt, welches ein Duett von DuBrow mit Sänger Glenn Hughes beinhalten sollte. Als Bassist heuerte die Band Musiker Tony Franklin (ex-Whitesnake/The Firm) an. Doch bereits im Juni stießen Bassist Chuck Wright (Giuffria, House of Lords) und Gitarrist Alex Grossi wieder zur Band.
Am 25. November 2007 wurde Kevin DuBrow tot in seinem Haus in Las Vegas aufgefunden. Gemäß dem Autopsiebericht war die Todesursache eine versehentliche Überdosis Kokain, der Tod trat ungefähr sechs Tage vor dem Auffinden der Leiche ein.
Am 14. Januar 2008 gab Frankie Banali auf seiner Homepage bekannt, dass er kein Interesse daran habe, Quiet Riot in irgendeiner Form ohne Kevin DuBrow fortzuführen. Trotzdem kehrten Quiet Riot im September 2010 zurück, das neue Line-up bestand aus Frankie Banali als Schlagzeuger, Chuck Wright als Bassist und Alex Grossi an der Gitarre. Als neuer Sänger wurde Mark Huff verpflichtet.
Huff wiederum wurde im Januar 2012 ohne Angabe von Gründen entlassen, während dieser auf eine Gehirnoperation vorbereitet wurde. Er erfuhr dies nicht von der Band selbst, sondern aus einer offiziellen Stellungnahme. Seinen Platz für die bevorstehenden Konzertverpflichtungen nahm Keith St John (Montrose) ein. Im März 2012 verpflichtete Frankie Banali den unbekannten Sänger Scott Vokoun für die Band. 2013 wurde Vokun bereits wieder entlassen und durch Jizzy Pearl (u. a. Love/Hate) ersetzt.

### Tod von Frankie Banali und Rückkehr von Rudy Sarzo (seit 2019)
Im Oktober 2019 gab der Schlagzeuger Frankie Banali bekannt, dass er an Bauchspeicheldrüsenkrebs erkrankt sei. Er wurde daraufhin live von Mike Dupke (Ex-W.A.S.P.) und Johnny Kelly (Type O Negative) vertreten. Damit spielte die Band zum ersten Mal ohne Originalmitglied live. Am 20. August 2020 starb Banali an seiner Krankheit. Die Band gab daraufhin bekannt, mit Johny Kelly am Schlagzeug weitermachen zu wollen und kündigte Auftritte für 2020 und 2021 an.
Im August 2021 gab Rudy Sarzo bekannt, wieder zur Band zurückzukehren. Er gab an, von Banali in dessen letzten Tagen darum gebeten worden zu sein. Am 15. November 2021 wurde die Asche von Frankie Banali auf dem Forest-Lawn-Memorial-Park-Friedhof in Hollywood, Los Angeles beigesetzt. Bei seiner Beerdigung hielt Rudy Sarzo eine Trauerrede und wurde von Moderator Eddie Trunk als Frankie Banalis bester Freund seit 1972 vorgestellt. Seinen ersten Auftritt mit der Band hatte Rudy Sarzo bereits am 6. November in Thornburg, Virginia.

## Diskografie

### Studioalben
- 1978: Quiet Riot
- 1979: Quiet Riot II
- 1983: Metal Health
- 1984: Condition Critical
- 1986: QR III
- 1988: Quiet Riot
- 1993: Terrified
- 1994: Down to the Bone
- 1999: Alive and Well (Re-Recordings und neue Songs)
- 2001: Guilty Pleasures
- 2006: Rehab
- 2014: Quiet Riot 10
- 2017: Road Rage
- 2019: Hollywood Cowboys

### Kompilationen und Livealben
- 1987: Wild, Young and Crazee (Best-of)
- 1993: The Randy Rhoads Years
- 1996: Greatest Hits
- 2005: Live and Rare Vol.1

### Singles und EPs
- 1983: Cum On Feel the Noize
- 1983: Metal Health (Bang Your Head)
- 1984: Mama, We’re All Crazy Now
- 1984: Party All Night
- 1984: Winner Take All
- 1984: Bad Boy
- 1986: Wild and the Young
- 1988: Stay with Me Tonight

## Auszeichnungen für Musikverkäufe
| Goldene Schallplatte - Kanada - 1984: für die Single Cum On Feel the Noize Platin-Schallplatte - Kanada - 1984: für das Album Condition Critical - Neuseeland - 2023: für die Single Cum On Feel the Noize | 3× Platin-Schallplatte - Kanada - 1984: für das Album Metal Health |

Anmerkung: Auszeichnungen in Ländern aus den Charttabellen bzw. Chartboxen sind in ebendiesen zu finden.
| Land/RegionAuszeichnungen für Musikverkäufe (Land/Region, Auszeichnungen, Verkäufe, Quellen) | Gold     | Platin       | Verkäufe  | Quellen          |
| -------------------------------------------------------------------------------------------- | -------- | ------------ | --------- | ---------------- |
| Kanada (MC)                                                                                  | Gold1    | 4× Platin4   | 450.000   | musiccanada.com  |
| Neuseeland (RMNZ)                                                                            | —        | Platin1      | 30.000    | radioscope.co.nz |
| Vereinigte Staaten (RIAA)                                                                    | Gold1    | 7× Platin7   | 8.000.000 | riaa.com         |
| Insgesamt                                                                                    | 2× Gold2 | 12× Platin12 |           |                  |